# Ренан, Диего
Дие́го Рена́н да Ли́ма Ферре́йра (порт. Diego Renan de Lima Ferreira; 26 января 1990, Сурубин, штат Пернамбуку), более известный как Диего Ренан (порт. Diego Renan) — бразильский футболист, защитник клуба «Вила-Нова (Гояния)».

## Биография
Диего родился в Сурубине (штат Пернамбуку). Ренан дебютировал за «Крузейро» в матче против «Итиютабы» в гостевом матче Лиги Минейро 27 марта 2008 года. За шестилетнее пребывание в клубе Ренан несколько раз отправлялся в аренду, в клубы «Крисиума», «Васко да Гама» и «Витория» (Салвадор).
4 января 2017 года, после истечения срока его контракта с «Крузейро», Диего Ренан подписал контракт с «Шапекоэнсе». С 2018 года выступает за «Фигейренсе».

## Титулы
- Чемпион штата Минас-Жерайс (2): 2009, 2011
- Чемпион штата Санта-Катарина (3): 2013, 2017, 2018
- Чемпион штата Баия (1): 2016